# Centrophrynidae
Centrophrynidae é uma família de peixes actinopterígeos pertencentes à ordem Lophiiformes.